# Sogn og Fjordane
La contea di Sogn og Fjordane (Sogn og Fjordane fylke in norvegese) era una contea norvegese situata nell'ovest del paese. Confinava con le contee di Møre og Romsdal, Oppland, Buskerud e Hordaland. La sua capitale era Leikanger, mentre la città più grande era Førde.
Il 1º gennaio 2020 è stata unita con la contea di Hordaland, formando la contea del Vestland, nella regione del Vestlandet.

## Informazioni generali

### Nome
Il nome Sogn og Fjordane è stato creato nel 1919; una traduzione letterale è: "Sogn e i fiordi". Il primo elemento è il nome della regione di Sogn, situata nella parte meridionale della contea. L'ultimo elemento è il plurale di fiordo, riferito alle due regioni della contea chiamate Nordfjord e Sunnfjord nella parte settentrionale e centrale della contea.
Prima del 1919, il nome della contea era Nordre Bergenhus amt che significava "(la parte) nord (del) Bergenhus amt" (il vecchio Bergenhus amt, creato nel 1662, fu diviso in due parti, settentrionale e meridionale, nel 1763).

### Stemma
Lo stemma di Sogn og Fjordane fu concesso il 23 settembre 1983. Lo stemma mostrava la disposizione geografica della contea: tre grandi fiordi blu che sporgono nella terra di colore bianco. I tre fiordi rappresentano le tre regioni della contea. Quasi tutti i villaggi e le città sono situate lungo uno di questi fiordi.

### Distretti tradizionali
La contea era tradizionalmente suddivisa in tre distretti: il Sogn, il Sunnfjord e il Nordfjord. Il Sogn racchiude il Sognefjord, un fiordo lungo 204 chilometri.

## Geografia
Il Sogn og Fjordane è essenzialmente rurale, e la sua popolazione ridotta e dispersa. Ospita il maggior ghiacciaio norvegese, lo Jostedalsbreen, ed il lago più profondo, l'Hornindalsvatnet. Nei monti Jotunheimen, si trova infine la quarta cascata del Paese per altezza, la Vettisfossen, che raggiunge un dislivello di 275 metri. Approfittando di tale manna turistica, dei battelli da crociera attraversano i fiordi della contea per tutta l'estate. In questa contea si trova inoltre il tunnel di Lærdal, la galleria stradale più lunga del mondo.
Benché il Sogn og Fjordane disponga di alcune industrie, specialmente nel settore dell'energia idroelettrica e dell'alluminio, la contea rimane innanzitutto agricola.

## Storia
La contea era costituita da due contee storiche: Firdafylke (ora la regione di Fjordane; Nordfjord-Sunnfjord) e Sygnafylke (ora la regione di Sogn). Entrambi si formarono nel Medioevo sotto il governo del Gulating. Vennero fusi con Hordafylke (ora Hordaland) e Sunnmørafylke (ora Sunnmøre) per formare il Bergenhus len nel tardo Medioevo. La Bergenhus len era una delle quattro len della Norvegia, e veniva amministrata dalla fortezza di Bergenhus nella città di Bergen.
Il 19 febbraio 1662, un decreto reale cambiò il nome in Bergenhus amt. La regione di Sunnmøre fu trasferita a Romsdalen nel 1689. Più tardi, nel 1763, l'amt fu divisa a metà creando Nordre e Søndre Bergenhus (Bergenhus settentrionale e meridionale). Successivamente, il 1º gennaio 1919, Nordre Bergenhus amt fu ribattezzato Sogn og Fjordane fylke (contea) durante un periodo di tempo in cui molti nomi di località in Norvegia furono cambiati.

## Popolazione
| Storico della popolazione | Storico della popolazione | Storico della popolazione |
| Anno                      | Pop.                      | ±%                        |
| ------------------------- | ------------------------- | ------------------------- |
| 1951                      | 97,714                    | —                         |
| 1961                      | 99,957                    | +2.3%                     |
| 1971                      | 100,933                   | +1.0%                     |
| 1981                      | 105,924                   | +4.9%                     |
| 1991                      | 106,614                   | +0.7%                     |
| 2001                      | 107,590                   | +0.9%                     |
| 2011                      | 107,742                   | +0.1%                     |
| Fonte: Statistics Norway  |                           |                           |

## Infrastrutture e trasporti
La viabilità è resa più difficile dai fiordi e delle montagne. I fiordi devono essere attraversati da traghetti o circondati, spesso con grandi deviazioni. Ci sono quattro aeroporti nell?ex contea, nelle località di Florø, Førde, Sandane e Sogndal. C'è solo una stazione ferroviaria, a Flåm.

## Punti d'interesse
Nell'ex contea di Sogn og Fjordane sono presenti due siti patrimonio dell'umanità UNESCO:
- La Chiesa di Urnes, la stavkirke più antica tra quelle attualmente esistenti in Norvegia[4];
- Il Nærøyfjord, fiordo facente parte del Sognefjord, largo in un punto solo 250 metri (ciò lo rende il fiordo più stretto al mondo)[5].

## Comuni
La contea di Sogn og Fjordane era suddivisa in 26 comuni (kommuner):
- Askvoll (3.182)
- Aurland (1.733)
- Balestrand (1.406)
- Bremanger (3.968)
- Eid (5.801)
- Fjaler (2.881)
- Flora (11.410)
- Førde (11.327)
- Gaular (2.771)
- Gloppen (5.769)
- Gulen (2.417)
- Hornindal (1.206)
- Hyllestad (1.502)

- Høyanger (4.448)
- Jølster (2.918)
- Leikanger (2.199)
- Luster (4.889)
- Lærdal (2.155)
- Naustdal (2.699)
- Selje (2.958)
- Sogndal (6.836)
- Solund (877)
- Stryn (6.779)
- Vik (2.847)
- Vågsøy (6.123)
- Årdal (5.549)

(Dati del 1º gennaio 2006)

## Aree naturali
Nell'ex contea si trova il Parco nazionale Jostedalsbreen e parti del Parco nazionale Jotunheimen e del Parco nazionale Breheimen.